# Metepedanus
Metepedanus – rodzaj kosarzy z podrzędu Laniatores i rodziny Epedanidae. Gatunkiem typowym jest Metepedanus venator opisany jako Parabiantes longipalpis.

## Występowanie
Przedstawiciele rodzaju są endemitami wyspy Borneo.

## Systematyka
Opisano dotąd zaledwie 2 gatunki z tego rodzaju:
- Metepedanus accentuatus (Roewer, 1911)
- Metepedanus venator (Roewer, 1911)